# Nodoka Yamamoto
Nodoka Yamamoto (jap. 山本和佳 Yamamoto Nodoka; ur. 20 czerwca 2002) – japońska zapaśniczka walcząca w stylu wolnym. Siódma na igrzyskach azjatyckich w 2022. Brązowa medalistka mistrzostw Azji w 2025 roku.
Szósta w Pucharze Świata w 2022. 
Trzecia na MŚ U-23 w 2024, a także na MŚ kadetów w 2019. Mistrzyni Azji juniorów w 2022 roku.